# Ксенофонт (Троєпольський)
Архієпископ Ксенофонт (прізвище в миру Троєпольський; 1760-і — 4 травня 1834, Коржівці) — православний релігійний діяч на Поділлі. Педагог і проповідник. Єпископ Відомства православного сповідання Російської імперії, архієпископ Подільський і Брацлавський.

## Біографія
Закінчив курс Севської духовної семінарії, служив там же викладачем.
Пострижений у чернецтво і незабаром призначений префектом Севської духовної семінарії.
6 червня 1796 зведений у сан архімандрита Зеленецького Троїцького монастиря і призначений законовчителем морського шляхетського корпусу.
1 лютого 1798 переведений настоятелем в Казанський Спасо-Преображенський монастир і призначений викладачем Казанської духовної академії.
З 24 серпня 1799 року — настоятель Свіяжського Богородицького монастиря і ректор Казанської духовної академії.
15 січня 1800 хіротонізований в єпископа Свіяжського, вікарія Казанської єпархії.
24 лютого 1800 призначений єпископом у Володимир. Людина всебічно освічена, він користувався особливою повагою і любов'ю своєї пастви. Характерною рисою його діяльності була постійна, в повному розумінні слова невсипуща турбота про духовне просвітництво. Легенда розповідає, що його так і називали багато — «дбайливець духовної просвіти».
З 3 червня 1821 року — архієпископ Подільський і Брацлавський.
24 січня 1832 пішов на спокій і жив у Коржовецькому монастирі Подільської єпархії.
Помер 4 травня 1834.